# One Hot Minute
One Hot Minute — шестой студийный альбом американской рок-группы Red Hot Chili Peppers, был издан 12 сентября 1995 года на лейбле Warner Bros. Records.
Международный успех предыдущего альбома группы — Blood Sugar Sex Magik — привёл к эмоциональному срыву гитариста Джона Фрушанте и, как следствие, его уходу из коллектива прямо во время гастролей в 1992 году. One Hot Minute стал единственным альбомом Red Hot Chili Peppers, в записи которого принимал участие гитарист Дэйв Наварро. Его присутствие значительно повлияло на звучание группы, которое стало более хэви-металлическим, благодаря «тяжёлым» гитарным риффам. В отличие от предыдущих работ коллектива, альбом содержал меньше песен с «сексуальным подтекстом» и был сфокусирован на более мрачных темах, таких как употребление наркотиков и депрессия. Вокалист Энтони Кидис, который вновь «подсел» на кокаин и героин после пяти лет воздержания, сочинял тексты с более философским подходом, уделив особое внимание теме наркотиков и тяжёлых последствий их приёма.
Несмотря на первоначальный успех в чартах самого альбома и синглов из него, в долгосрочной перспективе One Hot Minute оказался существенно менее успешным, чем его предшественник. Продажи альбома составили меньше половины тиража Blood Sugar Sex Magik, и он получил гораздо меньше положительных отзывов от музыкальной прессы. В 1998 году Наварро покинул группу из-за творческих разногласий.

## Предыстория
В 1991 году Red Hot Chili Peppers выпустили альбом Blood Sugar Sex Magik. Альбом стал хитом, достиг третьего места в хит-параде Billboard, а его продажи составили более 13 миллионов копий, сделав группу всемирно известной. Гитарист Джон Фрушанте с трудом справлялся со внезапно обретённой славой и начал ненавидеть свой звёздный статус. Фрушанте часто ссорился со своими коллегами по группе и саботировал выступления. Он начал экспериментировать с героином, постоянно увеличивая дозу. В итоге гитарист покинул группу в 1992 году, во время японской части турне в поддержку альбома. Он вернулся к себе домой в Калифорнию, где начал вести затворнический образ жизни.
Остальные члены группы были шокированы решением Фрушанте, так как у них не было подходящей замены для гитариста. Музыканты наняли Эрика Маршалла чтобы отыграть оставшиеся концерты, даты которых пришлось перенести. По возвращении в Голливуд группа разместила объявление в газете LA Weekly об освободившемся месте гитариста с приглашением на прослушивание, которое Кидис считал пустой тратой времени. После нескольких месяцев безуспешного поиска подходящего музыканта барабанщик Чэд Смит предложил кандидатуру Дэйва Наварро. Группа с самого начала рассматривала Наварро как лучшего кандидата, однако тот был слишком занят сольным творчеством после распада его предыдущего коллектива — Jane's Addiction. Тем не менее после успешного джем-сейшена Наварро принял приглашение Red Hot Chili Peppers.

## Запись и продюсирование
У группы за плечами был хитовый альбом, звукозаписывающая компания была к ним благосклонна и могла вкладывать большие деньги. Музыканты решили, что смена обстановки может помочь творческому процессу. Кидис и Смит отправились на Гавайи, где нашли подходящую для жилья ферму, где они и обосновались позже. Проблема, по воспоминаниям Энтони Кидиса, была в том, что место было очень красивым и группе «было сложно начать заниматься музыкой». Кидис вспоминал: 
Если оглянуться назад, то в то время на нас давило то, что мы готовили новый материал, который последует за хитовым альбомом. Не думаю, что мы напрямую осознавали это давление и говорили: „Окей, пришло время сделать что-то лучшее по сравнению с прошлым“. Это было скорее незаметное подсознательное давление, чувство, что мы находились под микроскопом.
В гавайский период Фли занял более важное место в творческом процессе; он хотел стать движущей силой RHCP и задавать направление в звучании при создании песен. Кидис считал это отличным порывом, потому что его друг всегда существенно вкладывался в музыку RHCP, однако теперь бас-гитарист хотел полностью доминировать в этом отношении, а это было довольно ново для всех. На Гавайях были написаны черновые варианты порядка десяти песен. Музыканты решили, что пришло время возвращаться назад и начинать работу с Риком Рубином.
В июле 1994 года музыканты расположились в голливудской студии The Sound Factory, чтобы начать запись альбома. Группа завершила несколько основных треков, прежде чем у Кидиса возникли некоторые проблемы с зубами. Он обратился за помощью к стоматологу, в ходе лечения было использовано болеутоляющее средство диазепам, среди побочных воздействий которого «одурманивающий эффект», и это привело Кидиса, бывшего наркомана, к рецидиву. Кидис «сломался» и вновь «подсел» на наркотики после пяти лет воздержания и обещаний, что с этим покончено. В это же время группа прервала запись альбома, чтобы выступить на фестивале Woodstock '94, который был первым шоу Наварро в составе Red Hot Chili Peppers. Музыканты не знали, чего ожидать от первого концерта с Дэйвом на глазах у аудитории в двести тысяч человек. Но в итоге «всё прозвучало отлично», а костюмы в виде лампочек, хотя и оказались неудобными, выглядели, по определению Кидиса, «эффектно и сенсационно».
После возобновления работы над альбомом Наварро начал высказывать скептицизм в отношении методов записи, которыми пользовалась группа. Гитарист задался вопросом, какая часть из многочисленных джем-сейшенов будет использована в концепции альбома: «А что, всё так и должно происходить? Энтони уходит в угол и пишет там целый день, пока мы джемуем? Мы вообще куда-нибудь двигаемся?» Это привело к «натянутой» атмосфере между музыкантами, и вскоре былой энтузиазм был исчерпан. Годы спустя Наварро признался, что был уверен в том, что его могут уволить в любую минуту.
Шли месяцы, но была записана лишь небольшая часть материала. В декабре Кидис совершил поездку в Гранд-Рапидс к своей семье, и его родственники вскоре поняли, что он вновь стал принимать наркотики. Фронтмен вернулся в Голливуд в конце января 1995 года и там наконец закончил запись вокала. Остальная часть альбома была завершена в течение следующего месяца.

## Содержание
Поскольку Кидис вновь «подсел» на тяжелые наркотики, а Фрушанте отсутствовал в творческом тандеме, песни сочинялись, по воспоминаниям Кидиса, очень медленно. Взаимопонимание с новым гитаристом было найдено не сразу:: 
Всё начиналось странно, поскольку не все сразу привыкли к нашей динамике. Джон [Фрушанте] в этом смысле был настоящей аномалией. С ним в некотором смысле было даже легче писать музыку, чем с Хиллелом, хоть я и знал Хиллела годами. Так что я решил, что все гитаристы такие: ты просто показываешь ему стихи,  поёшь немного, и всё, песня готова. С Дэйвом всё происходило не так быстро.
Чэд Смит предположил, что вокалист вошёл в стадию творческого кризиса, однако Кидис категорически это отрицал. Слишком долгий процесс записи и наркотическая зависимость Кидиса подтолкнули Фли к сочинению собственных песен. Это был его авторский дебют, прежде он не писал лирику для группы. Композиция «Transcending» была данью его погибшему другу Риверу Фениксу, «Deep Kick» — историей о его юности. One Hot Minute также стал первым альбомом, где Фли исполнил ведущую вокальную партию, спев в композиции «Pea». Помимо этого, бас-гитарист написал вступление к «Deep Kick» и сольные инструментальные партии к строфам в «My Friends» и «Tearjerker».
В музыкальном плане One Hot Minute отличается от предыдущих записей группы, особенно от Blood Sugar Sex Magik. Альбом насыщен хэви-металическими риффами и психоделическими мотивами. Наварро, в отличие от Фли и Кидиса, не был поклонником фанк-музыки. В одном из интервью он заявил: «Меня действительно „не цепляет“ фанк. Но с другой стороны, когда я играю фанк с тремя другими парнями, которых люблю и считаю своими друзьями — я получаю удовольствие от процесса». В основном на индивидуальный стиль Наварро повлияли гитаристы классического рока, такие как Джими Хендрикс и Джимми Пэйдж, а также гитаристы готик-рока — Роберт Смит и Дэниел Эш. Продолжая тенденцию, которая началась на Blood Sugar Sex Magik, Кидис ещё реже прибегал к своему фирменному стилю «вокал с речитативом», спев в подобной манере лишь на нескольких треках. Сочинение альбома заняло почти два года, а его запись и продюсирование были отнюдь не гладким процессом. Из-за все этих факторов Дэйв чувствовал себя чужаком в группе. В Jane’s Addiction он сочинял песни самостоятельно, тогда как в Chili Peppers отдавали предпочтение коллективному творчеству. Сам Наварро отметил, что структура Chili Peppers была более коллегиальной, в отличие от Jane’s Addiction, в которой доминировал лидер — Перри Фаррелл.
«Участие Дэйва неизбежно должно было изменить наше звучание. Его стиль отличался от всех наших прежних гитаристов. Он не разделял с нами загадочную суть фанка, но нас это не тревожило; мы были готовы вступить на новую для себя территорию».
Тексты One Hot Minute отражают меланхолию и раскаяние Кидиса: из-за употребления наркотиков вокалист испытывал чувство вины и замкнулся в себе. Многие из песен были написаны в период, когда он скрывал свою возобновившуюся наркозависимость. В композиции «Warped» смятение Кидиса находит выход в крике о помощи: «Моя тенденция к зависимости раздражает меня, / Выворачивает меня наизнанку. / Я притворяюсь сильным и свободным, / Это коробит меня». Кидис был разочарован тем, что никто не подозревал, что после пяти лет воздержания от наркотиков он снова сорвался. Сама композиция состоит из тяжёлых гитарных риффов и вокала с эхо-эффектом, цель которого состояла в том, чтобы передать психологическое состояние вокалиста.

Композиция «Aeroplane» была гораздо более оптимистичной, чем большинство песен в альбоме. Однако она тоже содержала намёки на личные проблемы Кидиса: «Заглядывая в собственные глаза, / Я не могу найти той любви, которую так хочу. / Кто-нибудь, лучше ударьте меня, / Прежде чем я начну ржаветь, / Прежде чем начну разлагаться». В записи этой песни поучаствовала дочь Фли Клара и её сверстники из детского сада — они исполнили бэк-вокал в последнем куплете. Песня «Tearjerker» посвящена лидеру группы Nirvana Курту Кобейну. Кидис написал в своей автобиографии: 
«Его смерть была огромным эмоциональным ударом, который затронул нас всех. Мы все это почувствовали. Понятия не имею, почему все в мире ощущали близость с этим парнем; он покорял сердца, был любим и как-то по-особому незлобив. Несмотря на все его крики и мрачность, его было легко любить».
«My Friends» в большей степени затрагивает мрачные мысли самого Кидиса, нежели эмоции «его друзей»: «Мои друзья страдают / Они стоят на грани пустоты / Я не могу найти слов, чтобы описать / Эту  
пустоту».

## Продвижение и релиз
В преддверии выхода альбома музыканты снялись в клипе на песню «Warped». Режиссёром видео выступил шурин Фли — Гэвин Боуден. Одной из изюминок клипа стал спонтанный поцелуй Кидиса и Наварро, призванный разрядить монотонность затянувшихся съемок. На тот момент никто не придал ему особого значения, музыканты продолжили работу и закончили видео несколько дней спустя. Однако руководство лейбла Warner Bros. выступило против включения этого поцелуя в клип, так как посчитало его слишком вызывающем и побоялось, что он оттолкнет часть аудитории группы. Тем не менее, посовещавшись, музыканты решили оставить все как было. Позже Кидис вспоминал: 
Когда я впервые увидел поцелуй, я подумал о том, что я могу либо убрать его, либо оставить, но минута, когда корпорация сказала „поцелуя не будет“, стала минутой, когда я сказал „нет, поцелуй останется“. Мы обсудили это в группе и проголосовали за поцелуй. Мы потеряли огромную часть фан-боев из колледжей. Мы получали письма, в которых нас называли „педиками“, начали распространяться сплетни, и мы снова начали думать над нашим решением. Поразмыслив над этой ситуацией, пришли к выводу: „К чёрту. Может пришло время проредить это мужичьё. Если они не могут понять, что мы делаем, мы в них больше не нуждаемся“.
Альбом был выпущен 12 сентября 1995 года, два месяца спустя он получил «золотой» сертификат от RIAA. На пике популярности лонгплей достиг 4-го места в чарте Billboard 200 и разошёлся тиражом более 2 миллионов экземпляров. «My Friends» показал лучшие результаты из синглов — он поднялся на вершину американских хит-парадов Modern Rock Tracks и Mainstream Rock Tracks. Кроме того он занял 2-е место в британском чарте UK Singles Chart, а другой сингл, «Aeroplane», достиг в нём 11-й позиции. Через несколько дней после выхода альбома Кидис снова начал употреблять наркотики, несмотря на многочисленные запланированные интервью.

## Отзывы критиков
| Оценки критиков      | Оценки критиков |
| Источник             | Оценка          |
| -------------------- | --------------- |
| Allmusic             | [ 3 ]           |
| The Boston Globe     | (позитивный)    |
| Роберт Кристгау      | [ 34 ]          |
| Entertainment Weekly | B+              |
| Newsweek             | (позитивный)    |
| NME                  | (6/10)          |
| Q                    | [ 38 ]          |
| Rolling Stone        | [ 39 ]          |
| Spin                 | (7/10)          |
| Toronto Star         | (позитивный)    |

One Hot Minute не пользовался таким же массовым успехом, как Blood Sugar Sex Magik, и на фоне своего предшественника расценивается как неудачный альбом. Однако некоторые рецензенты высоко оценили запись. Дайна Дэрзин из Rolling Stone писала, что One Hot Minute «погружает в эмоциональный омут наркотической зависимости и чувства утраты» и «является очень эклектичным и метафорическим диском, который демонстрирует участников группы, как более вдумчивых, духовно повзрослевших людей. После десяти с лишним лет карьеры, они наконец раскрывают свой потенциал». По мнению Дэвида Брауна из Entertainment Weekly, «One Hot Minute воет и ноет…, но в отдельных моментах демонстрирует бесспорную утончённость и зрелость». Браун положительно отозвался о Кидисе, удержавшем под контролем свои «хамские замашки», но раскритиковал группу за «претензии на философские откровения космического масштаба, то и дело сбивающиеся на „хипповую“ сентиментальность», и отметил, что некоторые песни, включая «Warped», представляют собой возврат к надоевшему потогонному фрат-фанку. Рецензент Allmusic Стивен Томас Эрлевайн писал, что достичь уровня Blood Sugar Sex Magik оказалось для RHCP очень трудной задачей; по мнению критика, «металлические риффы Наварро должны были добавить „изюминку“ к фанковому звучанию Chili Peppers, но в итоге получился перебор». Эрлевайн добавил, что «делая упор на метал, музыканты постепенно растеряли и фанковую составляющую, и саму мелодию». В своём обзоре Роберт Кристгау поставил альбому оценку «барахло».
«My Friends» был расценена Эрлевайном как откровенная попытка удержать мейнстримовую аудиторию после массового успеха «Under the Bridge», но в отличие от последней «мелодия песни была слабой, а текст ещё хуже». Браун расценил эту песню как попытку обнять и утешить всех страдающих друзей Кидиса сразу. Журнал Rolling Stone, напротив, назвал песню милой, особо отметив «немного фолковый рефрен» и «грустную мечтательность», схожую по стилю с «Under the Bridge» и «Breaking the Girl». В этой же статье похвалы удостоилась песня «Warped», в которой, по словам рецензента, группа совместила «душераздирающий» текст с многослойными гитарными партиями, нойзовыми эффектами и ураганным рок-ритмом, накладывающимся на мощные фанковые хуки. Получившийся результат рецензент сравнивает с наркотической эйфорией. Rolling Stone назвал титульный трек «фанковым и прикольным»: «В нём поется о любви и сексе. Ну и что? Некоторые вещи меняться не должны» (секс — основная тема текстов Кидиса). Entertainment Weekly посетовал, что «некоторые песни были чересчур затянутыми, и было бы лучше их немного сократить», однако Кидиса удостоили комплимента за «почти одухотворенный» вокал в «Falling Into Grace».

## Неизданный документальный фильм
На протяжении 1994 и 1995 годов Red Hot Chili Peppers вместе с режиссёром Гэвином Боуденом работали над документальным фильмом «Deep Kick», названным в честь третьей композиции альбома. Согласно авторскому замыслу, концепция этой ленты должна была быть схожей с «Funky Monks» — фильмом, который повествовал о создании альбома Blood Sugar Sex Magik, а кроме этого картина должна была содержать небольшие фрагменты о каждом участнике группы. Позже в Интернет были выложены некоторые материалы из этого фильма: фрагмент об Энтони Кидисе, а также отрывок, где музыканты играют вместе композицию группы Velvet Underground «I’m Waiting for the Man». Позже студийная версия музыкального клипа на песню «My Friends» была смонтирована именно из этих записей. Музыканты никогда не рассказывали, был ли закончен это проект и, если всё же фильм был снят до конца, почему он так и не был выпущен.

## Турне
Гастрольный тур начался спустя несколько дней после выхода альбома. Кидис испытывал волнение, ему казалось, что он как музыкант становится несколько тусклым. Начальная, европейская часть турне закончилась в конце ноября, вторая, американская, стартовала через неделю. Однако после нескольких концертов Кидис сильно повредил ногу, исполняя «танец робота с закрытыми глазами» — музыкант споткнулся об монитор и упал со сцены. Его нога зацепилась за кабель, и он висел вниз головой, пока не подоспела помощь. В результате следующие два месяца он проходил в гипсе, а остальная часть турне была перенесена на начало февраля следующего года. Кидис вспоминал: «было приятно наблюдать, что люди по-прежнему интересовались чем мы занимаемся», несмотря на то, что пауза между альбомами группы составила четыре года. После завершения американской части турне музыканты взяли двухнедельный отпуск, после чего отыграли несколько концертов в Австралии и Новой Зеландии. Затем группа выступила на концерте Tibetan Freedom Concert в Сан-Франциско, далее последовала заключительная часть турне по Европе.
Кидис не притрагивался к наркотикам во время гастролей и старался поддерживать позитивную атмосферу на концертах. Однако у Наварро росла усталость от длительных переездов, из-за чего он начал терять взаимопонимание со своими коллегами. На выступлении в Праге Кидис получил ещё одну травму — музыкант упал со цены, пытаясь выполнить кувырок назад. На нескольких концертах он был вынужден носить ортопедический корсет, который серьёзно ограничивал его танцевальные номера. После шоу в Париже и Лондоне группа вернулась в Лос-Анджелес. Кидис вновь начал принимать наркотики, но спустя несколько недель сумел опять от них отказаться. Затем группу пригласили выступить на Северном полюсе с концертом для ста победителей конкурса от канадской пивоваренной компании Molson. Хотя это шоу могло стать новым стимулом для музыкантов, уже через два дня они поспешили разъехаться по домам.
Из-за слабых продаж альбома несколько месяцев группа провела без концертов. После возврата Кидиса к наркотикам и его последующей реабилитации музыканты начали готовиться к летнему туру — своим первым выступлениям более чем за полгода. Однако ещё до начала гастролей вокалист попал в дорожную аварию и был срочно госпитализирован с тяжёлой травмой руки. Из-за выработавшейся устойчивости к наркотикам ему потребовалось семь доз морфия, чтобы заглушить боль. Выписавшись из больницы, фронтмен был вынужден носить гипс, закрывающий всю руку, в течение нескольких месяцев, что привело к отмене всех запланированных концертов. Когда вокалист пошёл на поправку, группе предложили выступить на рок-фестивале Fuji Rock Festival, запланированном на июль 1997 года. К тому времени Кидису уже сняли гипс до локтя, и он чувствовал себя достаточно хорошо, чтобы принять участие в концерте. За несколько часов до шоу появилось предупреждение о надвигающемся тайфуне. Несмотря на это, концерт всё же состоялся, но когда RHCP поднялись на сцену, публика уже успела промокнуть насквозь, а инструменты были в таком состоянии, что на них было почти невозможно играть. Музыканты всё же отыграли восемь песен, но после этого сильный порыв ветра сорвал музыкальное оборудование со сцены, и концерт пришлось закончить раньше намеченного.

## Последующие события и уход Наварро
Вернувшись на родину, музыканты разъехались по домам и не занимались совместным творчеством остаток года. Лишь в начале 1998 года они начали репетировать. К этому моменту Наварро пристрастился к наркотикам, а Кидис изо всех сил пытался не подсесть на них вновь. Остальные члены группы решили провести с гитаристом разъяснительную беседу и попытаться убедить его отправиться на реабилитацию. Дружеский разговор перерос в полемику на повышенных тонах, в ходе которой Наварро, пребывавший и в этот момент в наркотическом трансе, упал на усилитель. В апреле 2010 году гитарист, перечисляя причины своего увольнения из группы, включавшие его наркозависимость и разногласия, касавшиеся музыки, говорил: «Энтони (Кидис) говорит, что причиной было то, что я споткнулся и упал на усилитель, будучи под наркотой. А я говорю, что к тому моменту он сидел на игле сильней, чем я. У нас обоих были проблемы с восприятием реальности. Кому из нас верить — дело ваше».
Музыканты попытались начать сочинять новый материал и даже написали новую песню «Circle of the Noose», но она так и не была выпущена. Эта песня стала последней работой Наварро с Chili Peppers и была посвящена памяти певца Нусрата Фатеха Али Хана. Гитарист заявлял, что это была одни из его любимых вещей их совместного творчества: «Лучше всего я могу описать это как энергичный фолк в стиле 60-х в сочетании с рок-стандартами 90-х, но я бы не хотел бы вешать на неё ярлык фолк-песни, потому что она иная по темпу». В 2011 году один из фанатов RHCP спросил Наварро о судьбе «Circle of the Noose», гитарист ответил, что не располагает записями, но хотел бы послушать их. Тот же вопрос был задан Фли в Twitter. Басист, удивлённый тем обстоятельством, что кто-то знает об этой записи, ответил, что она так и не была окончена. 3 февраля 2016 года в интернете появился черновой микс «Circle of the Noose», который был записан 16 марта 1998 года. Rolling Stone описывает запись как раскованную, лёгкую, напоминающую по стилю Led Zeppelin, а включённое в неё соло в исполнении Наварро — как пронзительно-блюзовое. В ответ на утечку Дэйв Наварро написал в Twitter: «Ух ты… словно путешествие по переулкам памяти».
После работы над этой песней Кидис и Фли решили, что пришло время уволить гитариста. Наварро был в ярости, когда узнал об их решении, но в итоге принял свою отставку. После этого Chili Peppers были на грани распада. Фли стал выражать сомнения по поводу будущего группы и считал, что, возможно, им следует разойтись. Чтобы в последний раз спасти ситуацию и удержать всех вместе, он предложил Джону Фрушанте вернуться в группу. Фрушанте, незадолго до этого прошедший курс реабилитации от наркотиков после пяти лет героиновой зависимости, с радостью принял это приглашение.
По состоянию на 2016 год «Pea» и «Aeroplane» — единственные песни из One Hot Minute, которые группа исполняла после ухода Наварро. Исключение составили отрывки композиций «My Friends», «Let’s Make Evil» и «Walkabout», прозвучавшие во время турне I’m With You World Tour. Фанаты спросили Чэда Смита во время онлайн-интервью 2014 года о причинах игнорирования группой песен этого альбома, и он ответил следующее: «Мы больше не чувствуем связи с той записью. Этому нет никаких особых причин, мы не говорим, что никогда больше не исполним этих песен, просто сейчас мы не ощущаем эмоциональной связи с той музыкой».

## Список композиций
Все песни написаны группой Red Hot Chili Peppers.
1. «Warped» — 5:04
2. «Aeroplane» — 4:45
3. «Deep Kick» — 6:33
4. «My Friends» — 4:02
5. «Coffee Shop» — 3:08
6. «Pea» — 1:47
7. «One Big Mob» — 6:02
8. «Walkabout» — 5:07
9. «Tearjerker» — 4:19
10. «One Hot Minute» — 6:23
11. «Falling into Grace» — 3:48
12. «Shallow Be Thy Game» — 4:33
13. «Transcending» — 5:46

| №   | Название               | Длительность |
| --- | ---------------------- | ------------ |
| 14. | «Melancholy Mechanics» | 4:31         |

| №   | Название                           | Длительность |
| --- | ---------------------------------- | ------------ |
| 14. | «Let's Make Evil»                  | 5:17         |
| 15. | «Stretch (a.k.a. Stretch You Out)» | 6:18         |
| 16. | «Bob»                              | 5:43         |

## Материал, не включённый в альбом
Во время студийных сессий группа записала двадцать одну песню. Тринадцать были выпущены в альбоме. Трек «Melancholy Mechanics» был издан как би-сайд сингла «Warped». Композиция «Stretch», которая изначально должна была сочетаться с «One Big Mob», прозвучав сразу же после неё, и «Let’s Make Evil» были выпущены на сингле «My Friends». «Bob» (песня о близком друге группы — Бобе Форресте) увидела свет лишь одиннадцать лет спустя как бонус-трек переиздания альбома на iTunes. Ударные для этой песни записал Стивен Перкинс — барабанщик группы Jane’s Addiction. «Blender» был одним из двух треков, наряду со «Stretch», который был исключён из финальной версии альбома в последний момент. Он так и не был выпущен. «I Found Out» — кавер-версия песни Джона Леннона — была включена в трибьют-альбом 1995 года Working Class Hero: A Tribute to John Lennon. Официально не подтверждалось, была ли эта песня записана во время студийных сессий, однако многие склоняются именно к этой версии, так как продюсером трека является Рик Рубин. Ещё две песни, записанные во время тех сессий — «The Intimidator» и «Slow Funk», — упоминались Чэдом Смитом в интервью. Они не издавались официально, также не существует информации, были ли они выпущены под другим названием. В Интернете фигурирует сырая версия альбома (до процесса мастеринга), которая содержит различные импровизации, изменённые тексты, более полные версии некоторых песен и студийные разговоры.

## Участники записи
| Red Hot Chili Peppers - Энтони Кидис — вокал - Чэд Смит — ударные - Фли — бас-гитара - Дэйв Наварро — гитара, бэк-вокал Технический персонал - Стивен Маркуссен — мастеринг - Рик Рубин — продюсер - Дэйв Сэрди — микширование, запись - Дэйв Шиффман — звукоинженер - Дон Си Тайлер — цифровое издание | Дополнительные музыканты - Кит «Три» Бэрри — скрипка на «Tearjerker» - Джимми Бойл — бэк-вокал - Ленни Кастро — перкуссия на треках: «Walkabout», «My Friends», «One Hot Minute», «Deep Kick», and «Tearjerker» - Эйми Эко — бэк-вокал на треках: «One Hot Minute», «One Big Mob» - Гурмук Каур Халиси — выкрики на «Falling into Grace» - Джон Лури — губная гармоника на «One Hot Minute» - Стивен Перкинс — перкуссия на «One Big Mob», «Bob» (iTunes bonus track) - Кристен Вигард — бэк-вокал на «Falling into Grace» Дополнительный персонал - Марк Райден — художественное оформление альбома |

## Хит-парады
| Чарт           | Высшая позиция |
| -------------- | -------------- |
| Австрия        | 4              |
| Великобритания | 2              |
| Канада         | 6              |
| Норвегия       | 2              |
| США            | 4              |
| Финляндия      | 1              |
| Франция        | 3              |
| Швеция         | 1              |
| Швейцария      | 2              |

| Год  | Сингл        | Чарт                   | Высшая позиция |
| ---- | ------------ | ---------------------- | -------------- |
| 1995 | «Warped»     | Mainstream Rock Tracks | 13             |
| 1995 | «Warped»     | Modern Rock Tracks     | 7              |
| 1995 | «My Friends» | Modern Rock Tracks     | 1              |
| 1995 | «My Friends» | Mainstream Rock Tracks | 1              |
| 1996 | «Aeroplane»  | Mainstream Rock Tracks | 12             |
| 1996 | «Aeroplane»  | Modern Rock Tracks     | 8              |
| 1996 | «Aeroplane»  | Top 40 Mainstream      | 30             |